# Agabus bicolor
Agabus bicolor är en skalbaggsart som först beskrevs av Kirby 1837.  Agabus bicolor ingår i släktet Agabus och familjen dykare. Inga underarter finns listade i Catalogue of Life.